# إستيبان اوكون
إستيبان اوكون / esteban okon (مواليد 17 سبتمبر 1996) هو سائق فرنسي يشارك في مسابقة فورمولا 1 تحت العلم الفرنسي،يشارك مع فريق رينو.

## روابط خارجية
- إستيبان اوكون على موقع Racing-Reference.info (الإنجليزية)
- إستيبان اوكون على موقع DriverDB.com (الإنجليزية)
- إستيبان اوكون على موقع AS.com (الإسبانية)